# Jednostka 19
Jednostka 19 (ang. Station 19) – amerykański serial telewizyjny (dramat akcji) wyprodukowany przez Shondaland oraz ABC Studios, który jest spin-offem serialu Chirurdzy. Pomysłodawcą jest Stacy McKee. Serial jest emitowany od 22 marca 2018 roku na ABC oraz od 20 września 2018 przez Super Polsat.
Serial opowiada o życiu prywatnym i pracy grupy strażaków w Seattle.

## Emisja w Polsce
W Polsce serial można było oglądać od 20 września 2018 na kanale Super Polsat, a emisja odbywała się w czwartki o godz. 20:00. Wyemitowano pierwszy sezon.
W lipcu 2020 roku podano informację, iż serial będzie emitowany przez stację Polsat, która zakupiła wszystkie dotychczas (trzy) wyprodukowane sezony. Emisja rozpoczęła się w nocy z 13 na 14 sierpnia 2020 roku, jednak po wyświetleniu 4 odcinków, serial zdjęto z anteny.

## Obsada
Legenda:
     Rola główna
     Rola drugoplanowa
     Rola gościnna
| Aktor                     | Postać                             | Sezon  | Sezon  | Sezon  | Sezon  |  |
| Aktor                     | Postać                             | 1      | 2      | 3      | 4      |  |
| Główna                    | Główna                             | Główna | Główna | Główna | Główna |  |
| ------------------------- | ---------------------------------- | ------ | ------ | ------ | ------ |  |
| Jaina Lee Ortiz           | Andrea ”Andy” Herrera              | ●      | ●      | ●      | ●      |  |
| Jason George              | dr Benjamin Warren                 | ●      | ●      | ●      | ●      |  |
| Grey Damon                | Jack Gibson                        | ●      | ●      | ●      | ●      |  |
| Barrett Doss              | Victoria ”Vic” Hughes              | ●      | ●      | ●      | ●      |  |
| Alberto Frezza            | Ryan Tanner                        | ●      | ●      | ●      |        |  |
| Jay Hayden                | Travis Montgomery                  | ●      | ●      | ●      | ●      |  |
| Okieriete Onaodowan       | Dean Miller                        | ●      | ●      | ●      | ●      |  |
| Danielle Savre            | Maya Bishop                        | ●      | ●      | ●      | ●      |  |
| Miguel Sandoval           | Pruitt Herrera                     | ●      | ●      | ●      |        |  |
| Boris Kodjoe              | Robert Sullivan                    |        | ●      | ●      | ●      |  |
| Stefania Spampinato       | dr Carina DeLuca                   |        |        | ●      | ●      |  |
| Drugoplanowa              |                                    |        |        |        |        |  |
| Marla Gibbs               | Edith                              | ●      |        |        |        |  |
| Brett Tucker              | Lucas Ripley                       | ●      | ●      | ●      |        |  |
| Brenda Song               | JJ                                 | ●      |        | ●      | ●      |  |
| Sterling Sulieman         | Grant                              | ●      | ●      |        |        |  |
| Birgundi Baker            | Yemi Miller                        |        | ●      |        |        |  |
| Rigo Sanchez              | Rigo Vasquez                       |        |        | ●      |        |  |
| Kelly Thiebaud            | Eva Vasquez                        |        |        | ●      |        |  |
| Pat Healy                 | Michael Dixon                      |        |        | ●      |        |  |
| Lachlan Buchanan          | Emmett Dixon                       |        |        | ●      |        |  |
| Gościnna                  |                                    |        |        |        |        |  |
| BJ Tanner                 | William George ”Tuck” Bailey Jones | ●      | ●      | ●      | ●      |  |
| Jee Young Han             | Charlotte Dearborn                 | ●      | ●      | ●      | ●      |  |
| Patrick Duffy             | Terry                              |        | ●      |        |        |  |
| Nyle DiMarco              | Dylan                              |        | ●      |        |        |  |
| Tracie Thoms              | dr Diane Lewis                     |        |        | ●      |        |  |
| Grey’s Anatomy: Chirurdzy |                                    |        |        |        |        |  |
| Chandra Wilson            | dr Miranda Bailey                  | ●      | ●      | ●      | ●      |  |
| Jake Borelli              | dr Levi Schmitt                    | ●      | ●      | ●      | ?      |  |
| Ellen Pompeo              | dr Meredith Grey                   | ●      |        | ●      | ?      |  |
| Giacomo Gianniotti        | dr Andrew DeLuca                   |        | ●      | ●      | ?      |  |
| Kelly McCreary            | dr Maggie Pierce                   |        | ●      | ●      | ?      |  |
| Jesse Williams            | dr Jackson Avery                   |        |        | ●      | ?      |  |
| Jaicy Elliot              | dr Taryn Helm                      |        |        | ●      | ?      |  |
| Alex Blue Davis           | dr Casey Parker                    |        |        | ●      | ?      |  |
| Vivian Nixon              | dr Hannah Brody                    |        |        | ●      | ?      |  |
| Devin Way                 | dr Blake Simms                     |        |        | ●      | ?      |  |
| Alex Landi                | dr Nico Kim                        |        |        | ●      | ?      |  |
| Caterina Scorsone         | dr Amelia Shepherd                 |        |        | ●      | ?      |  |
| Kevin McKidd              | dr Owen Hunt                       |        |        | ●      | ?      |  |
| Kim Raver                 | dr Teddy Altman                    |        |        | ●      | ?      |  |

## Przegląd sezonów
| Sezon | Sezon | Odcinki | Pierwsza emisja (ABC) | Pierwsza emisja (ABC) | Pierwsza emisja  | Pierwsza emisja   | Pierwsza emisja |
| Sezon | Sezon | Odcinki | Premiera sezonu       | Finał sezonu          | Premiera sezonu  | Finał sezonu      | Dystrybucja     |
| ----- | ----- | ------- | --------------------- | --------------------- | ---------------- | ----------------- | --------------- |
|       | Pilot | 1       | 1 marca 2018          | 1 marca 2018          | 7 marca 2018     | 7 marca 2018      | Fox Polska      |
|       | 1     | 10      | 22 marca 2018         | 17 maja 2018          | 20 września 2018 | 29 listopada 2018 | Super Polsat    |
|       | 2     | 17      | 4 października 2018   | 16 maja 2019          | 13 kwietnia 2021 | 11 maja 2021      | Polsat Seriale  |
|       | 3     | 16      | 23 stycznia 2020      | 14 maja 2020          | 11 maja 2021     | 1 czerwca 2021    | Polsat Seriale  |
|       | 4     | 16      | 12 listopada 2020     | 3 czerwca 2021        | 14 czerwca 2022  | 14 czerwca 2022   | Disney+         |
|       | 5     | 18      | 30 września 2021      | 19 maja 2022          | 14 czerwca 2022  | 14 czerwca 2022   | Disney+         |
|       | 6     | 18      | 6 października 2022   | 18 maja 2023          | 2 listopada 2022 | 31 maja 2023      | Disney+         |
|       | 7     | 10      | 14 marca 2024         | 30 maja 2024          | 28 marca 2024    | 13 czerwca 2024   | Disney+         |

## Lista odcinków

### Odcinek pilotowy (2018)
Pilot serialu jest jednocześnie 13 odcinkiem 14 sezonu serialu Chirurdzy.
| Nr  | #  | Tytuł                       | Polski tytuł         | Reżyseria       | Scenariusz  | Premiera (ABC) | Premiera w Polsce (Fox Polska) |
| --- | -- | --------------------------- | -------------------- | --------------- | ----------- | -------------- | ------------------------------ |
| 306 | 13 | You Really Got a Hold on Me | Masz władzę nade mną | Nzingha Stewart | Stacy McKee | 1 marca 2018   | 7 marca 2018                   |

### Sezon 1 (2018)
| Nr | #  | Tytuł               | Polski tytuł       | Reżyseria       | Scenariusz          | Premiera (ABC)   | Premiera w Polsce                                             |
| -- | -- | ------------------- | ------------------ | --------------- | ------------------- | ---------------- | ------------------------------------------------------------- |
| 1  | 1  | Stuck               | W kleszczach       | Paris Barclay   | Stacy McKee         | 22 marca 2018    | 20 września 2018 (Super Polsat) 14 sierpnia 2020 (Polsat)     |
| 2  | 2  | Invisible To Me     | Niewidzialny       | Paris Barclay   | Stacy McKee         | 22 marca 2018    | 4 października 2018 (Super Polsat) 14 sierpnia 2020 (Polsat)  |
| 3  | 3  | Contain the Flame   | Opanować ogień     | Mary Lou Belli  | Wendy Calhoun       | 29 marca 2018    | 11 października 2018 (Super Polsat) 28 sierpnia 2020 (Polsat) |
| 4  | 4  | Reignited           | Ponowne ożywienie  | Dennis Smith    | Ilene Rosenzweig    | 5 kwietnia 2018  | 18 października 2018 (Super Polsat) 28 sierpnia 2020 (Polsat) |
| 5  | 5  | Shock To The System | Krótkie spięcie    | Milan Cheylov   | Anupam Nigam        | 12 kwietnia 2018 | 25 października 2018 (Super Polsat)                           |
| 6  | 6  | Stronger Together   | Razem silniejsi    | Nzingha Stewart | Angela L. Harvey    | 19 kwietnia 2018 | 1 listopada 2018 (Super Polsat)                               |
| 7  | 7  | Let It Burn         | Niech płonie       | James Hanlon    | Barbara Kaye Friend | 26 kwietnia 2018 | 8 listopada 2018 (Super Polsat)                               |
| 8  | 8  | Every Second Counts | Czas na wagę złota | Marisol Adler   | Tia Napolitano      | 3 maja 2018      | 15 listopada 2018 (Super Polsat)                              |
| 9  | 9  | Hot Box             | Płonąca pułapka    | Nicole Rubio    | Phillip Iscove      | 10 maja 2018     | 22 listopada 2018 (Super Polsat)                              |
| 10 | 10 | Not Your Hero       | Nie twój bohater   | Paris Barclay   | Stacy McKee         | 17 maja 2018     | 29 listopada 2018 (Super Polsa)                               |

### Sezon 2 (2018-2019)
| Nr | #  | Tytuł                    | Reżyseria        | Scenariusz                 | Premiera (ABC)       | Premiera w Polsce (Polsat Seriale) |
| --- | -- | ------------------------ | ---------------- | -------------------------- | -------------------- | ---------------------------------- |
| 11 | 1  | No Recovery              | Paris Barclay    | Stacy McKee                | 4 października 2018  | 13 kwietnia 2021                   |
| 12 | 2  | Under the Surface        | Milan Cheylov    | Tia Napolitano             | 11 października 2018 | 20 kwietnia 2021                   |
| Odcinek jest drugą częścią dwuodcinkowego crossoveru z serialem: Chirurdzy (część 1: sezon 15, odcinek 4).  |    |                          |                  |                            |                      |                                    |
| 13 | 3  | Home To Hold Onto        | Tessa Blake      | Anupam Nigam               | 18 października 2018 | 20 kwietnia 2021                   |
| 14 | 4  | Lost and Found           | Marcus Stokes    | Jim Campolongo             | 25 października 2018 | 20 kwietnia 2021                   |
| 15 | 5  | Do a Little Harm…        | Sylvain White    | Angela L. Harvey           | 1 listopada 2018     | 20 kwietnia 2021                   |
| 16 | 6  | Last Day On Earth        | Steve Robin      | Phillip Iscove             | 8 listopada 2018     | 20 kwietnia 2021                   |
| 17 | 7  | Weather the Storm        | Oliver Bokelberg | Stacy McKee                | 15 listopada 2018    | 27 kwietnia 2021                   |
| 18 | 8  | Crash and Burn           | Paris Barclay    | Tia Napolitano             | 7 marca 2019         | 27 kwietnia 2021                   |
| 19 | 9  | I Fought the Law         | Sydney Freeland  | Barbara Kaye Friend        | 14 marca 2019        | 27 kwietnia 2021                   |
| 20 | 10 | Crazy Train              | Daryn Okada      | Anupam Nigam               | 21 marca 2019        | 27 kwietnia 2021                   |
| 21 | 11 | Baby Boom                | Marcus Stokes    | Molly Green, James Leffler | 28 marca 2019        | 27 kwietnia 2021                   |
| 22 | 12 | When It Rains, It Pours! | Ellen Pressman   | Trey Callaway              | 4 kwietnia 2019      | 4 maja 2021                        |
| 23 | 13 | The Dark Night           | Stacey K. Black  | Phillip Iscove             | 11 kwietnia 2019     | 4 maja 2021                        |
| 24 | 14 | Friendly Fire            | DeMane Davis     | Jim Campolongo             | 18 kwietnia 2019     | 4 maja 2021                        |
| 25 | 15 | Always Ready             | Nicole Rubio     | Tia Napolitano             | 2 maja 2019          | 4 maja 2021                        |
| Odcinek jest drugą częścią dwuodcinkowego crossoveru z serialem: Chirurdzy (część 1: sezon 15, odcinek 23). |    |                          |                  |                            |                      |                                    |
| 26 | 16 | For Whom The Bell Tolls  | Tessa Blake      | Barbara Kaye Friend        | 9 maja 2019          | 4 maja 2021                        |
| 27 | 17 | Into the Wildfire        | Paris Barclay    | Stacy McKee                | 16 maja 2019         | 11 maja 2021                       |

### Sezon 3 (2020)
| Nr | #  | Tytuł                                     | Reżyseria        | Scenariusz                     | Premiera (ABC)   | Premiera w Polsce (Polsat Seriale) |
| --- | -- | ----------------------------------------- | ---------------- | ------------------------------ | ---------------- | ---------------------------------- |
| 28 | 1  | I Know This Bar                           | Paris Barclay    | Krista Vernoff                 | 23 stycznia 2020 | 11 maja 2021                       |
| Odcinek jest pierwszą częścią dwuodcinkowego crossoveru z serialem: Chirurdzy (część 2: sezon 16, odcinek 10). |    |                                           |                  |                                |                  |                                    |
| 29 | 2  | Indoor Fireworks                          | Paris Barclay    | Kiley Donovan                  | 30 stycznia 2020 | 11 maja 2021                       |
| 30 | 3  | Eulogy                                    | Eric Laneuville  | Anupam Nigam                   | 6 lutego 2020    | 11 maja 2021                       |
| 31 | 4  | House Where Nobody Lives                  | Oliver Bokelberg | Meghann Plunkett               | 13 lutego 2020   | 11 maja 2021                       |
| 32 | 5  | Into the Woods                            | Andy Wolk        | Tyrone Finch                   | 20 lutego 2020   | 18 maja 2021                       |
| 33 | 6  | Ice Ice Baby                              | Tessa Blake      | Rob Giles                      | 27 lutego 2020   | 18 maja 2021                       |
| 34 | 7  | Satellite of Love                         | Paris Barclay    | Chris Downey                   | 5 marca 2020     | 18 maja 2021                       |
| 35 | 8  | Born to Run                               | David Greenspan  | Jill Weinberger                | 12 marca 2020    | 18 maja 2021                       |
| 36 | 9  | Poor Wandering One                        | Janice Cooke     | Brian Anthony                  | 19 marca 2020    | 18 maja 2021                       |
| 37 | 10 | Something About What Happens When We Talk | Yangzom Brauen   | Krista Vernoff                 | 26 marca 2020    | 25 maja 2021                       |
| 38 | 11 | No Days Off                               | Tom Verica       | Cinque Henderson               | 2 kwietnia 2020  | 25 maja 2021                       |
| 39 | 12 | I'll Be Seeing You                        | Daryn Okada      | Anupam Nigam, Meghann Plunkett | 9 kwietnia 2020  | 25 maja 2021                       |
| 40 | 13 | Dream a Little Dream of Me                | Stacey K. Black  | Rob Giles                      | 16 kwietnia 2020 | 25 maja 2021                       |
| 41 | 14 | The Ghosts That Haunt Me                  | Pete Chatmon     | Tyrone Finch                   | 30 kwietnia 2020 | 25 maja 2021                       |
| 42 | 15 | Bad Guy                                   | DeMane Davis     | Kiley Donovan                  | 7 maja 2020      | 1 czerwca 2021                     |
| 43 | 16 | Louder Than a Bomb                        | Paris Barclay    | Emmylou Diaz                   | 14 maja 2020     | 1 czerwca 2021                     |

### Sezon 4 (2020–2021)
| Nr | #  | Tytuł                      | Reżyseria           | Scenariusz                                    | Premiera (ABC)    | Premiera w Polsce (Disney+) |
| --- | -- | -------------------------- | ------------------- | --------------------------------------------- | ----------------- | --------------------------- |
| 44 | 1  | I Nothing Seems the Same   | Paris Barclay       | Kiley Donovan                                 | 12 listopada 2020 | 14 czerwca 2022             |
| Odcinek jest pierwszą częścią trzyodcinkowego crossoveru z serialem: Chirurdzy (część 2 i 3: sezon 17, odcinki 1 i 2). |    |                            |                     |                                               |                   |                             |
| 45 | 2  | Wild World                 | Bethany Rooney      | Emmylou Diaz                                  | 19 listopada 2020 | 14 czerwca 2022             |
| 46 | 3  | We Are Family              | Paris Barclay       | Zaiver Sinnett                                | 3 grudnia 2020    | 14 czerwca 2022             |
| 47 | 4  | Don't Look Back in Anger   | Bethany Rooney      | Brian Anthony                                 | 10 grudnia 2020   | 14 czerwca 2022             |
| 48 | 5  | Out of Control             | Michael Medico      | Tyrone Finch                                  | 17 grudnia 2020   | 14 czerwca 2022             |
| Odcinek jest pierwszą częścią dwuodcinkowego crossoveru z serialem: Chirurdzy (część 2: sezon 17, odcinek 6).          |    |                            |                     |                                               |                   |                             |
| 49 | 6  | Train in Vain              | Allison Liddi-Brown | Meghann Plunkett, Rob Giles, Meghann Plunkett | 11 marca 2021     | 14 czerwca 2022             |
| Odcinek jest pierwszą częścią dwuodcinkowego crossoveru z serialem: Chirurdzy (część 2: sezon 17, odcinek 7).          |    |                            |                     |                                               |                   |                             |
| 50 | 7  | Learning to Fly            | Michael Medico      | Sam Forman                                    | 18 marca 2021     | 14 czerwca 2022             |
| 51 | 8  | Make No Mistake, He's Mine | Allison Liddi-Brown | Shalisha Francis-Feusner                      | 25 marca 2021     | 14 czerwca 2022             |
| 52 | 9  | No One Is Alone            | Stacey K. Black     | Rochelle Zimmerman                            | 1 kwietnia 2021   | 14 czerwca 2022             |
| 53 | 10 | Save Yourself              | David Greenspan     | Emily Culver                                  | 8 kwietnia 2021   | 14 czerwca 2022             |
| Odcinek jest pierwszą częścią dwuodcinkowego crossoveru z serialem: Chirurdzy (część 2: sezon 17, odcinek 11).         |    |                            |                     |                                               |                   |                             |
| 54 | 11 | Here It Comes Again        | Karen Gaviola       | Emmylou Diaz, Tyrone Finch                    | 15 kwietnia 2021  | 14 czerwca 2022             |
| 55 | 12 | Get Up, Stand Up           | Daryn Okada         | Krista Vernoff                                | 22 kwietnia 2021  | 14 czerwca 2022             |
| 56 | 13 | I Guess I'm Floating       | Paris Barclay       | Daniel K. Hoh                                 | 6 maja 2021       | 14 czerwca 2022             |
| 57 | 14 | Comfortably Numb           | Peter Paige         | Kiley Donovan                                 | 20 maja 2021      | 14 czerwca 2022             |
| 58 | 15 | Say Her Name               | Oliver Bokelberg    | Zaiver Sinnett, Rochelle Zimmerman            | 27 maja 2021      | 14 czerwca 2022             |
| 59 | 16 | Forever and Ever, Amen     | Paris Barclay       | Kiley Donovan                                 | 3 czerwca 2021    | 14 czerwca 2022             |

## Produkcja
17 maja 2017 roku stacja ABC ogłosiła zamówienie pierwszego sezonu, który zadebiutuje w sezonie telewizyjnym 2017/2018.
W sierpniu 2017 roku poinformowano, że Jaina Lee Ortiz dołączyła do obsady.
W kolejnym miesiącu ogłoszono, że Jason George przechodzi z serialu Chirurdzy do spinoffu.
W październiku 2017 roku do obsady dołączyli: Grey Damon jako Jack Gibson, Barrett Doss jako Victoria "Vic" Hughes, Okieriete Onaodowan jako Dean Miller, Danielle Savre jako Maya Bishop Jay Hayden jako Travis Montgomery, Miguel Sandoval jako Pruitt Herrera oraz Alberto Frezza jako Ryan Tanner.
Na początku marca 2018 roku poinformowano, że rolach powracających zagrają: Brett Tucker i Brenda Song.
12 maja 2018 roku stacja ABC ogłosiła przedłużenie serialu o drugi sezon.
W październiku 2018 roku poinformowano, że Boris Kodjoe dołączył do obsady głównej w drugim sezonie.
11 maja 2019 roku, stacja ABC ogłosiła przedłużenie serialu o trzeci sezon.
W połowie marca 2020 roku, stacja ABC zamówiła czwarty sezon.